# Verklaring van Parijs

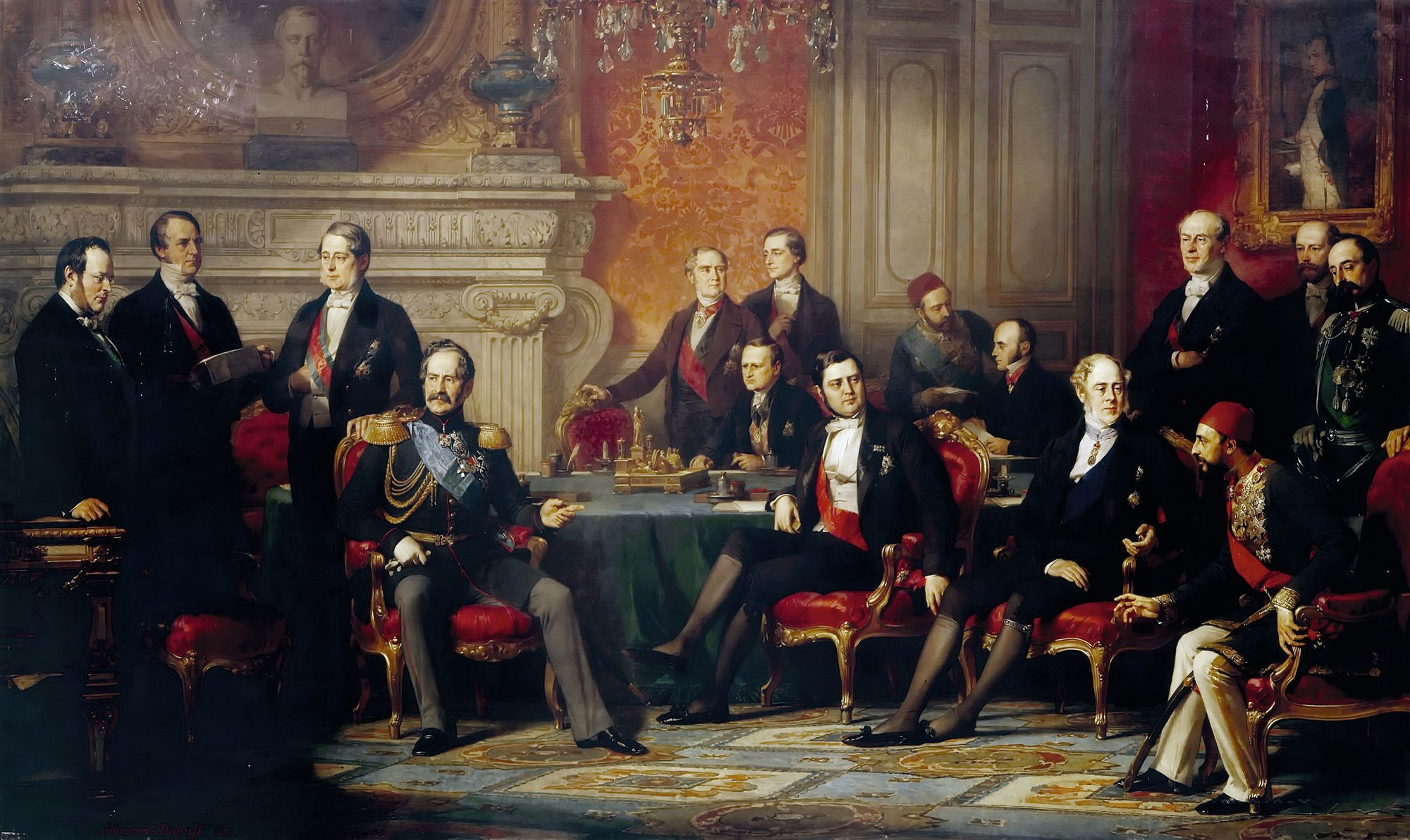
Diplomaten Vredesverdrag van Parijs, schilderij Congrès de Paris van Edouard Dubufe

De Verklaring van Parijs of Verklaring houdende zekere bepalingen van het zeerecht in tijd van oorlog werd opgesteld en ondertekend door Pruisen, Rusland, het Ottomaanse Rijk, Frankrijk, het Verenigd Koninkrijk en Sardinië in Parijs op 16 april 1856. Dezelfde partijen hadden kort daarvoor met een afsprakenpakket vastgelegd in het verdrag de Vrede van Parijs, de Krimoorlog beëindigd. Wat betreft het zeerecht werd daar afgesproken dat de Zwarte Zee neutraal gebied zou zijn waar een verbod zou gelden voor oorlogsschepen en voor de bouw van verdedigingswerken. Dat betekende een keerpunt voor de Russische invloed in de regio.
De Verklaring van Parijs bevatte de unieke bepaling, dat landen die geen partij bij de overeenkomst waren, later konden toetreden. Deze juridische innovatie markeerde een nieuwe fase in de ontwikkeling van het internationale (maritieme) recht en een start van de globalisering van de regeling van maritieme geschillen.

## Achtergrond
De verklaring, een initiatief van de Franse premier Alexandre Colonna-Walewski, bevestigde de modus vivendi van 1854 tussen het Verenigd Koninkrijk en Frankrijk en de afspraken die ze aan de vooravond van de Krimoorlog maakten geen neutrale goederen op vijandelijke schepen of vijandelijke goederen op neutrale schepen in beslag te nemen. Tijdens de Krimoorlog werden ook daadwerkelijk geen kaperbrieven uitgegeven.
Engeland, dat voor zichzelf als oorlogsvoerende partij altijd ruime bevoegdheden had geclaimd (belligerent rights), stemde ermee in zich door de Verklaring te laten beperken in enkele rechten. Dit was te danken aan de ontwikkeling van het concept neutraliteit binnen het internationale oorlogsrecht. In de aanloop naar de Krimoorlog, met het vooruitzicht dat de Oostzee met haar belangrijke handelsroutes oorlogsgebied zou worden, probeerden landen die terzijde stonden hun handelsbelangen te beschermen door invoering van het "vrij schip, vrij goed-beginsel". Daaronder werd verstaan dat de lading van een schip varende onder neutrale vlag niet in beslag mocht worden genomen door een van de oorlogvoerende partijen, ook al hoorde de lading toe aan een vijandig land. Engeland had hier wel oren naar om de neutrale landen te vriend te houden en stemde in met het beginsel voor zover het bij de lading niet om oorlogscontrabande ging.

## Inhoud
De Verklaring van Parijs was kort maar krachtig en legde vier beginselen vast:
- Kaapvaart (privateering) is en blijft afgeschaft.
- De neutrale vlag dekt de vijandelijke lading, met uitzondering van oorlogscontrabande.
- Lading van een neutraal land, met uitzondering van oorlogscontrabande, kan, ook onder vijandelijke vlag varende, niet in beslag worden genomen.
- Blokkaden moeten, om bindend te zijn, effectief zijn, dat wil zeggen dat een leger sterk genoeg is om daadwerkelijk te verhinderen dat de kust kan worden bereikt.[2]

## Juridische innovatie: ratificatie
De Verklaring bevatte een bepaling die nieuw was in de geschiedenis van het internationaal verdragsrecht: niet alleen landen die betrokken waren bij de onderhandelingen en ondertekening  van het verdrag waren partij, ook na deze fase konden landen tot het verdrag toetreden door ratificatie. 
De Verklaring was opgesteld in het Frans, met een officiële Engelse vertaling, beide teksten werden door de verdragspartijen rondgestuurd naar andere mogendheden met de uitnodiging tot het verdrag toe te treden. Voor toetreders waren de bepalingen uit de Verklaring alleen bindend, wanneer ze geen overeenkomsten met andere mogendheden hadden gesloten of zouden sluiten, die met de Verklaring in strijd waren en waarin niet ook alle bepalingen van de Verklaring waren opgenomen.
Andere landen werden uitgenodigd toe te treden tot het verdrag en tegen het einde van de eeuw hadden 46 andere landen de verklaring geratificeerd, een breed internationaal succes dat niet mogelijk zou zijn geweest als al deze landen mede aan de onderhandelingstafel hadden moeten zitten.

## Standpunt Verenigde Staten
De VS vonden het vooral van belang dat alle deelnemende landen zorgden voor een sterke marine, zodat elk land naar evenredigheid aan de handelsbelangen, een bijdrage kon leveren aan handhaving van de kaapvaart-regeling. De VS wilden voorts bescherming van alle private eigendom op zee, een voorstel dat bekend werd als het Marcy Amendment. Bij een landoorlog bestond een dergelijke bescherming van privaat eigendom al wel. Aanname van het Marcy amendement zou de Amerikaanse koopvaardijvloot beschermen tegen de Britse marine, mocht het tot een oorlog tussen de twee landen komen.
De Verenigde Staten streefden ernaar, de verklaring uit te breiden met hun William Marcy Amendement welk amendement onder druk van het Verenigd Koninkrijk niet werd ingewilligd door een meerderheid van de betrokken landen. Dit amendement voorzag in een algemeen verbod op inbeslagname van particuliere eigendommen op handelsschepen, afgezien van smokkelwaar. Zij hadden gezien hun lange kustlijn en kleine marine een belang om in geval van oorlog koopvaardijschepen te kunnen vorderen. Andere maritieme landen die de verklaring niet tekenden waren Mexico, Spanje en Venezuela. Desondanks gaf de Verenigde Staten zowel bij de Amerikaanse Burgeroorlog en de Spaans-Amerikaanse Oorlog aan zich te houden aan de verklaring. Ook Spanje gaf dit in de laatste oorlog aan. Beide landen maakten wel gebruik van hulpkruisers, bewapende koopvaardijschepen. De Zuidelijke Staten maakten tijdens de burgeroorlog wel gebruik van kaperschepen.
Na diplomatiek overleg en onderhandelingen met andere landen bleven de VS bij hun besluit formeel niet toe te treden, wel committeerden ze zich aan het tweede, derde en vierde punt van de Verklaring.

## Andere ontwikkelingen
Er waren al eerdere pogingen geweest om kaapvaart te verbieden. In 1785 sloten de Verenigde Staten en Pruisen een vriendschapsverdrag waarin dit werd opgenomen. Vanaf 1792 probeerde Frankrijk zonder succes dit op te nemen in verdragen met andere landen. Ook de poging van de Verenigde Staten in 1823 om met Frankrijk, het Verenigd Koninkrijk en Rusland tot een dergelijk verbod te komen mislukte.
Tijdens de Vredesconferentie van Den Haag van 1907 werden een aantal onduidelijkheden opgehelderd.
- Gemeinsame Normdatei: 1058829319
- Library of Congress Control Number: n2005087094
- Nationale Bibliotheek van Israël: 987007289158305171
- Virtual International Authority File: 177566510